# Выход Греции из еврозоны
Потенциальный выход Греции из еврозоны (англ. Grexit) — гипотетическое событие как вариант развития долгового кризиса в Греции. В англоязычной литературе часто используется акроним «Grexit», который впервые предложен аналитиками Citigroup Виллемом Г. Буйтером и Ибрагимом Рабари 6 февраля 2012 года как соединение английских слов Греция (Greece) и «выход» (exit). Термин «Graccident» (случайный Grexit) был придуман для случая, что Греция вышла из ЕС. Эти термины впервые вступили в силу в 2012 году и с тех пор обновлялись при каждой финансовой помощи, предоставленной Греции.
Сторонники этого предложения утверждают, что отказ от евро и возобновление использования драхмы резко повысит экспорт и туризм, и в то же время будет препятствовать дорогому импорту, и тем самым даст греческой экономике возможность восстановиться и встать на ноги.
Противники утверждают, что это предложение создаст чрезмерные трудности для греческого народа, поскольку краткосрочные последствия будут заключаться в значительном сокращении потребления и богатства для греческого населения. Это может вызвать гражданские волнения в Греции и нанести ущерб репутации еврозоны. Кроме того, это может привести к тому, что Греция станет больше сотрудничать с государствами, не входящими в ЕС.

### Подробные события
Термин «Grexit» был придуман экономистом Citigroup Эбрагимом Рахбари и был представлен Рахбари и главным экономистом Citigroup по глобальным вопросам Виллемом Х. Буйтером 6 февраля 2012 года.
27 января 2015 года, через два дня после досрочных выборов в греческий парламент, Алексис Ципрас, лидер новой партии «Сириза» («Коалиция радикальных левых»), сформировал новое правительство. Он назначил Яниса Варуфакиса министром финансов, что особенно важно в связи с кризисом государственного долга. В течение 2015 и 2016 годов широко обсуждался шанс появления Grexit или даже «Graccident» (случайного Grexit) в ближайшем будущем.
После объявления референдума 27 июня 2015 года спекуляции выросли. В тот день BBC News сообщил, что «дефолт кажется неизбежным», хотя позже он удалил онлайн-заявление. 29 июня 2015 года было объявлено, что греческие банки будут закрыты всю неделю, снятие наличных в банках будет ограничено до 60 евро в день, а международные денежные переводы будут ограничены срочными, предварительно утвержденными, коммерческими переводами.

## Предпосылки

### Прогноз МВФ
Международный валютный фонд (МВФ) признал, что его прогноз относительно греческой экономики был слишком оптимистичным: в 2010 году он описал первую программу спасения Греции как удерживающую операцию, которая дала еврозоне время построить брандмауэр для защиты других уязвимых членов, но в 2012 году уровень безработицы в Греции достиг 25 процентов по сравнению с прогнозом МВФ около 15 процентов. МВФ признал, что недооценил ущерб, который программы жесткой экономии могут нанести греческой экономике, добавив, что с точки зрения долга Греции, МВФ должен был рассмотреть реструктуризацию долга ранее. Это явление уже стало известно как «Grexit».

## Динамика

### Финансовая динамика
В середине мая 2012 года финансовый кризис в Греции и невозможность формирования нового правительства после выборов привели к сильным спекуляциям о том, что Греция вскоре покинет еврозону.
Экономисты, которые поддерживают такой подход к решению греческого долгового кризиса, утверждают, что дефолт неизбежен для Греции в долгосрочной перспективе, и что задержка в организации упорядоченного дефолта (путем предоставления Греции большего количества денег в течение ещё нескольких лет) просто повредит кредиторам ЕС и соседним европейским странам ещё больше. Жесткая бюджетная экономия или выход из еврозоны являются альтернативой принятию дифференцированной доходности государственных облигаций в еврозоне. Если Греция останется в еврозоне, принимая при этом более высокую доходность облигаций, что отражает её высокий государственный дефицит, тогда высокие процентные ставки будут снижать спрос, увеличивать сбережения и замедлять экономику. Результатом станет улучшение торговых показателей и меньшая зависимость от иностранного капитала. Реализация Grexit должна была бы произойти «в течение нескольких дней или даже часов после принятия решения» из-за высокой волатильности, которая привела бы к этому. Он должен был быть приурочен к одному из государственных праздников в Греции.

### Динамика международного права
Один американский экономист[кто?] утверждал, что правовые основания, на которых «тройка», состоящая из Комиссии ЕС, Европейского центрального банка и МВФ, преследует жесткие планы макроэкономической корректировки, введенные в отношении Греции, шатки, утверждая, что они нарушают суверенитет Греции и осуществляют вмешательство во внутренние дела независимого национального государства — члена ЕС: «явные нарушения суверенитета Греции мы наблюдаем сегодня, когда политики ЕС дважды проверяют все национальные данные и тщательно» контролируют «работу греческого правительства, что создает опасный прецедент».

## План Z
«План Z» — это название плана 2012 года, который позволит Греции выйти из еврозоны в случае краха греческого банка. Он был разработан в условиях абсолютной секретности небольшими группами, насчитывающими около двух десятков должностных лиц из Комиссии ЕС (Брюссель), Европейского центрального банка (Франкфурт) и МВФ (Вашингтон). Эти должностные лица возглавлялись Йоргом Асмуссеном (ЕЦБ), Томасом Визером (рабочая группа по евро), Полом Томсеном (МВФ) и Марко Бути (Европейская комиссия). Для предотвращения преждевременного раскрытия не было создано ни одного документа, не было обмена электронными письмами, и никто из греческих чиновников не был проинформирован. План был основан на введении американцами в 2003 году новых динаров в Ираке и потребовал бы восстановления греческой экономики и банковской системы ab initio, включая изоляцию греческих банков путем отключения их от системы TARGET2, закрытия банкоматов и введения контроля над капиталом и валютой.

## Реализация
Перспектива Греции выйти из евро и иметь дело с обесцененной драхмой побудила многих людей начать снимать свои евро из банков страны. За девять месяцев, до марта 2012 года, депозиты в греческих банках уже упали на 13 % до 160 000 000 000 евро.
Победа законодателей, выступающих против финансовой помощи, на выборах 17 июня 2012 года, вероятно, приведет к ещё большему банковскому управлению, считает Димитрис Мардас, доцент экономики в Университете Салоников. Греческие власти, предсказал Мардас, ответят введением контроля над движением денег до тех пор, пока не утихнет паника.
Вопреки этому плану, политической инициативе, так называемый Menoume Europi был основан в 2012 году студентами Оксфордского университета и распространился среди греческих студентов в других европейских университетах. Первая демонстрация состоялась в Афинах, на площади Синтагма, в июне 2012 года между двумя основными выборами, которые привели к политической нестабильности в стране и финансовой нестабильности.
Grexit, предполагая, что это совпало с принятием новой валюты, потребует подготовки, например, с возможностью штамповки банкнот или печати запаса новых банкнот. Однако утечка информации о таких мерах может привести к негативным динамическим эффектам, например, к банкротству. И наоборот, выход из еврозоны, но сохранение евро в качестве валюты де-факто позволит избежать практических проблем и освободит страну от бремени её обязанностей в еврозоне.
В случае введения новой валюты все банки закроются на несколько дней, чтобы позволить проштамповать старые (евро) банкноты, чтобы обозначить, что они теперь являются драхмами, и/или вновь напечатанную валюту, которая будет распространяться в отделениях банков для распространения среди общественности, когда банки вновь откроются. Британская компания по печати денег De La Rue, по слухам, 18 мая 2012 года готовилась к печати новых драхмовых купюр на основе старых форм, которые De La Rue комментировать отказалась. Обычно между размещением заказа на новую валюту и доставкой банкнот проходит около шести месяцев.

### Премия «Wolfson Economics Prize»
В июле 2012 года Экономическая премия Вульфсона, приз за «лучший план покинуть Европейский валютный союз», была присуждена команде Capital Economics во главе с Роджером Бутлом за их работу под названием «Уход из евро: практический подход». Согласно выигрышному предложению, член, желающий выйти, должен ввести новую валюту и объявить дефолт по большей части своих долгов. Как утверждается в предложении, чистый эффект будет положительным для роста и процветания. Он также призвал сохранить евро для небольших сделок и в течение короткого периода времени после выхода из еврозоны наряду со строгим режимом инфляционного таргетирования и жесткими фискальными правилами, контролируемыми «независимыми экспертами».
План Roger Bootle / Capital Economics также предполагал, что «ключевые должностные лица» должны встретиться «в тайне» за один месяц до публичного объявления о выходе, а партнёры еврозоны и международные организации должны быть проинформированы «за три дня до». Судьи премии «Wolfson Economics Prize» пришли к выводу, что победивший план был «самым надежным решением» вопроса о выходе государства-члена из еврозоны.

## Немедленные экономические последствия в Греции
29 мая 2012 года Национальный банк Греции (не путать с центральным банком, Банк Греции) предупредил, что «выход из евро приведет к значительному снижению уровня жизни греческих граждан». Согласно заявлению, доход на душу населения снизится на 55 %, новая национальная валюта обесценится на 65 % по отношению к евро, а экономический спад углубится до 22 %. Кроме того, безработица вырастет с нынешних 22 % до 34 % рабочей силы, а инфляция, которая тогда составляла 2 %, взлетит до 30 %.
Согласно данным Греческого исследовательского фонда экономических и промышленных исследований (IOBE), новая драхма потеряет половину или более своей стоимости по отношению к евро. Это приведет к росту инфляции и уменьшит покупательную способность среднего грека. В то же время экономический рост в стране упадет, что приведет к тому, что все больше людей останется без работы, где каждый пятый и так уже безработный. Цены на импортные товары взлетят до небес, сделав их недоступными для многих.
Аналитик Вангелис Агапитос подсчитал, что инфляция в рамках новой драхмы быстро достигнет 40-50 %, чтобы догнать падение стоимости новой валюты. Согласно Агапитосу, чтобы остановить падение стоимости драхмы, процентные ставки должны быть увеличены до 30-40 процентов. Люди тогда не смогут погасить свои кредиты и ипотечные кредиты, а банки страны должны быть национализированы, чтобы не дать им обанкротиться, предсказывал он.
Глава исследовательского отдела IOBE Аггелос Цаканикас предвидел рост преступности вследствие «Grexit», когда люди изо всех сил пытались оплатить счета. «Мы не увидим танков на улицах и насилия, мы не увидим людей, голодающих на улицах, но преступность вполне может возрасти».

## Политическое мнение
Правоцентристская партия «Новая демократия» обвинила левую СИРИЗА в поддержке выхода из евро. Однако лидер СИРИЗА Алексис Ципрас заявил, что Греция не должна выходить из еврозоны и возвращаться к драхме, потому что «… у нас будут бедные люди, у которых есть драхмы, и богатые люди, которые купят все за евро». Опрос, проведенный в прошлом, показал, что большинство греков предпочло бы сохранить евро.
Из всех политических партий, которые получили места на парламентских выборах в мае 2012 года, Коммунистическая партия Греции выразила поддержку выходу как из евро, так и из Европейского союза. Однако, её генеральный секретарь Димитрис Куцумбас задумался: «Выход из ЕС и евро будет опасным, тупиком, если его не объединить с конкретным планом, программой для экономики и общества, с новой организацией общества, то есть социалистическим обществом с социализацией концентрированных средств производства, односторонним списанием долга, рабочим классом и народной властью.»
Политическая партия «Золотая заря» также является евроскептиком, выступая против участия Греции в Евросоюзе и еврозоне. 21 августа 2015 года 25 депутатов от СИРИЗА отделились от партии и сформировали партию «Народное единство», которая полностью поддерживает уход из еврозоны. На парламентских выборах в Греции в сентябре 2015 года партия получила 2,8 % голосов избирателей, не получив ни одного места. И правительство Греции, и ЕС выступают за то, чтобы Греция оставалась в рамках Еврозоны, и считают это возможным. Однако, некоторые комментаторы считают, что выход вероятен. В феврале 2015 года бывший глава Федеральной резервной системы США Алан Гринспен заявил, что для Греции выход из еврозоны — это «просто вопрос времени», а бывший канцлер Казначейства Великобритании Кеннет Гарри Кларк заявил, что это просто неизбежно.
Просочившийся документ показал, что во время неофициальных обсуждений с одним из европейских лидеров премьер-министр Великобритании Дэвид Кэмерон предположил, что Греции будет лучше, если она выйдет из еврозоны. Британские чиновники отказались комментировать утечку документа.

## Экономическая критика
Ричард Ку, главный экономист исследовательского института Nomura, обвинил МВФ и ЕС в том, что они основывают свою переговорную позицию на нереалистичных предположениях. Как отметил Ку, аргумент МВФ заключался в том, что если бы программа жесткой экономии была реализована, как предполагалось, то в рамках 2012 года не потребовалось бы никакого дальнейшего списания долгов. Аргумент ЕС заключался в том, что Греция столкнулась с трудной ситуацией в 2015 году, поскольку задержала проведение структурных реформ. Ку сказал, что аргумент был крайне нереалистичным, потому что структурные реформы не работают в краткосрочной перспективе, добавив, что США не выиграли от структурных реформ рейганомики в эпоху Рейгана. После публикации документов, которые признают, что южноевропейская страна нуждается в облегчении долгового бремени и моратория на погашение задолженности в течение 30 лет, МВФ только «медленно начал понимать» греческую экономику, сказал Ку.

## Спекуляция Грексит 2015 года
В январе 2015 года спекуляции о выходе Греции из Еврозоны возобновились, когда 31 декабря 2014 года Майкл Фукс, заместитель лидера правоцентристской фракции ХДС/ХСС в Бундестаге Германии, процитировал: «Время, когда мы должны были спасти Грецию, закончилось. Шантажа больше нет. Греция не имеет системного отношения к евро.» Следующая статья в еженедельнике Spiegel, со ссылкой на источники из Министерства финансов Вольфганга Шойбле, ещё больше подстегнула эти спекуляции. Как немецкие, так и международные средства массовой информации интерпретировали это как молчаливое предостережение правительства Меркель греческих избирателей от голосования за СИРИЗА на предстоящих выборах в законодательные органы 25 января 2015 года.
Самый продаваемый таблоид Германии, правый популист «Bild» вызвал ещё больший гнев, когда он сравнил Грецию с несправедливым футболистом: «Что происходит с футболистом, который нарушает правила и совершает грубый фол? — Он покидает поле в качестве наказания. Без вопросов.»
Вмешательство правительства Германии в выборы в Греции в январе 2015 года подверглось резкой критике со стороны лидеров групп Европейского парламента, в том числе «Социалистов и демократов» (S & D), либеральной организации «ALDE» и группы зеленых / Европейский свободный альянс, когда президент S & D Джанни Питтелла сказал: «Немецкие правые силы пытаются вести себя как Шериф в Греции, что является не только недопустимо, но, прежде всего, неправильно.»
Экономисты немецкого Коммерцбанк считают, что предотвращение выхода из Греции по-прежнему желательно для Германии, поскольку выход из Греции уничтожил бы миллиарды евро в деньгах европейских налогоплательщиков, и «с политической точки зрения было бы намного проще перезаключить компромисс с Грецией, хотя и неудачный, и таким образом сохранить фикцию, что Греция в какой-то момент погасит свои займы».
FTSE считает, что «Грексит после выборов крайне маловероятен».
9 февраля премьер-министр Великобритании Дэвид Кэмерон провел совещание, чтобы обсудить любые возможные последствия в случае выхода. Согласно отчету Bloomberg, Джордж Осборн сказал на встрече министров финансов G-20 в Стамбуле: «Выход Греции из евро будет очень сложным для мировой экономики и потенциально очень вредным для европейской экономики».
В феврале 2015 года российское правительство заявило, что оно предложит Греции помощь, но предоставит её только в рублях.
Катимерини сообщил, что после переговоров с Еврогруппой 16 февраля Коммерцбанк увеличил риск выхода Греции из Еврозоны до 50 %. Выражение, используемое Time для этих переговоров, звучит так: «Танец Греции и еврозоны на обрыве».
После экстренной встречи министров финансов Еврозоны (20 февраля 2015 г.) европейские лидеры согласились продлить срок финансовой помощи Греции ещё на четыре месяца.
К концу июня 2015 года переговоры о соглашении были сорваны и премьер-министр Алексис Ципрас назначил на 5 июля референдум по пересмотренным предложениям МВФ и ЕС, против которых он заявил, что его правительство будет проводить кампанию против. Референдум потерпел поражение с перевесом от 61 % до 39 %. Министры финансов еврозоны отказались продлить помощь.
Отвечая на вопрос о том, будет ли референдум дилеммой евро — драхмы, министр финансов Греции Янис Варуфакис сказал, что европейские договоры предусматривают выход из ЕС, но не содержат никаких положений для выхода из Еврозоны. Референдум как выбор, предусматривающий выход из Еврозоны, нарушил бы договоры ЕС и законодательство ЕС.

## Теоретические последствия для мировой экономики

### Влияние на европейскую экономику
Клаудия Пансери, глава отдела стратегии акционерного капитала Société Générale, предположила в конце мая 2012 года, что акции Еврозоны могут упасть до 50 процентов в цене, если Греция совершит беспорядочный выход из Еврозоны. Доходность облигаций в других европейских странах может увеличиться с 1 % до 2 %, что негативно скажется на их способности обслуживать собственные суверенные долги.

### Влияние на мировую экономику
По данным Deutsche Bank, на Европу в 2010 году приходилось 25 процентов мировой торговли. Экономическая депрессия в европейской экономике будет пульсировать по всему миру и замедлять глобальный рост. Однако Греция представляет лишь небольшую долю — менее 2 процентов — европейского валового внутреннего продукта.

## Законность
Рабочий документ, опубликованный Европейским центральным банком, заключил, что переговоры о выходе из ЕС не будут юридически невозможны даже до ратификации Лиссабонского договора, и что односторонний выход, несомненно, будет юридически спорным; что, хотя это и допустимо, недавно вступившая в силу оговорка о выходе, на первый взгляд, не согласуется с обоснованием европейского проекта по объединению и в других отношениях является проблематичной, главным образом с правовой точки зрения; что выход государства-члена из Экономического и валютного союза Европейского союза без параллельного выхода из ЕС будет юридически немыслимым; и что, хотя, возможно, это реально осуществить косвенным путем, высылка государства-члена из ЕС или Экономического и валютного союза Европейского союза будет юридически почти невозможной.
В отсутствие какого-либо решения Суда Европейского союза вопрос о том, может ли страна в одностороннем порядке покинуть Еврозону, не выходя из ЕС, остается неясным. Профессор юриспруденции Уильямса Стампс Фариш в юридической школе Техасского университета предположил, что при определённых условиях это может сделать государство-член.

## Предполагаемые причины и последствия
Сторонники предложения утверждают, что выход из еврозоны и возврат драхмы мог бы резко увеличить экспорт, оживить туризм и благотворно повлиять на экономику страны в целом, препятствуя дорогому импорту. Противники утверждают, что эти меры лишь осложнят положение греческого народа, приведут к общественным беспорядкам, дестабилизации, нанесут ущерб репутации еврозоны и запустят цепную реакцию выхода из еврозоны других стран.
27 января 2015 года, через два дня после досрочных выборов в греческий парламент, Алексис Ципрас, лидер победившей «Коалиции радикальных левых», сформировал новое правительство. Он назначил Яниса Варуфакиса министром финансов. С момента технического дефолта 1 июля 2015 вероятность «грексита» в ближайшем будущем широко обсуждается.

## Хронология событий
Данным событиям предшествовал долгий политический кризис в виде серии парламентских выборов в мае и июне 2012 года.

### Хроника технического дефолта 1.07.2015
- 25 января 2015. В Греции состоялись внеочередные парламентские выборы, на которых одержала победу Коалиция радикальных левых (СИРИЗА), получившая 36,34 % голосов избирателей[57].
- 27 января 2015. В Греции сформировано новое правительство во главе с премьер-министром Алексисом Ципрасом[58][59].
- 30 января 2015. На начавшихся после смены власти в Греции переговорах с кредиторами было заявлено, что Греция рассчитывает на списание и реструктуризацию части долга. Новый министр финансов Греции Янис Варуфакис заявил, что Афины не намерены сотрудничать с миссией «тройки» европейских кредиторов (ЕС, Европейским центробанком и Международным валютным фондом (МВФ)). Резкие заявления нового греческого правительства привели к взрывному росту доходности по десятилетним облигациям, которая за несколько дней подскочила с 8,5 до 11 % годовых[60].
- 30 марта 2015. Премьер-министр Греции Алексис Ципрас в парламенте Греции заявил, что Афины до июня рассчитывают начать переговоры о реструктуризации государственного долга, добиваясь от кредиторов списания большей части долга, который превысил 324 млрд евро, или 180 % ВВП страны. При этом политик подчеркнул, что «откровенные и жёсткие переговоры» будут идти до конца. Эти заявления привели к снижению курса евро по отношению к доллару США[61].
- 5 июня 2015. Греция отказалась перечислить очередной платёж в МВФ. Греческие власти попросили фонд объединить четыре июньских транша, которые они хотят перечислить 30 июня. По графику платежей кредиторам Афины должны были 5 июня перечислить МВФ около 300 млн евро. Помимо этого, платежи должны состояться 12 июня (примерно 340 млн евро), 16 июня (примерно 560 млн евро) и 19 июня (примерно 336 млн). Всего в июне 2015 года Греция должна погасить 1,23 млрд SDR (специальные права заимствования)[62].
- 11 июня 2015. Международный валютный фонд (МВФ) приостановил переговоры с Грецией, потому что стороны не сумели достичь прогресса в обсуждении проблемы долга Афин. В этот день также рейтинговое агентство S&P понизило кредитный рейтинг Греции с CCC+ до CCC с негативным прогнозом. Аналитики агентства оценивают как высокую вероятность дефолта страны в течение года[63].
- 26 июня 2015. Премьер-министр Греции Алексис Ципрас и его делегация отвергли предложение о пятимесячном продлении нынешнего соглашения о помощи. Представители делегации говорят, что предложенный им текст оказался менее благоприятным, чем опубликованный ранее меморандум. Кроме того, средства, которые могли быть выделены Афинам, были недостаточными для покрытия всех нужд страны. Алексис Ципрас обрушился с критикой на кредиторов страны, заявив, что «европейские принципы не были основаны на шантаже и ультиматумах»[64].
- 27 июня 2015. Премьер-министр Греции Алексис Ципрас после очередной неудачной серии переговоров с представителями «тройки» и государств ЕС объявил о проведении 5 июля 2015 года национального референдума о принятии условий финансовой помощи[65].
- 28 июня 2015. Правительство Греции приостановило работу кредитных организаций — банков и биржи — в Греции до 6 июля и ввело контроль за движением капитала, чтобы остановить отток денег за границу. В банкоматах страны один человек может снять не более 60 евро в сутки[66].
- 29 июня 2015. Финансовые рынки за пределами Греции отреагировали на происходящие события беспрецедентным обвалом — все без исключения значимые биржи закрылись в минусе[65].
- 1 июля 2015. Греция допустила дефолт, не переведя Международному валютному фонду (МВФ) транш в размере 1,54 млрд евро в рамках погашения задолженности[67].

### Хроника грексита после дефолта 1.07.2015
- 5 июля 2015. Состоялся референдум по финансовой политике, в результате которого 61,3 % проголосовавших ответили «όχι» с греч. — «нет» на предложение «кредиторской тройки» (ЕС + ЕЦБ + МВФ) жёсткой экономии.[68]